# الدوري السويدي الدرجة الثانية 1954–55
الدوري السويدي الدرجة الثانية 1954–55 (بالسويدية: Division II i fotboll 1954/1955)‏ هو موسم من الدوري السويدي الدرجة الثانية. فاز فيه نادي ساندفيكين.